# 岡崎片段

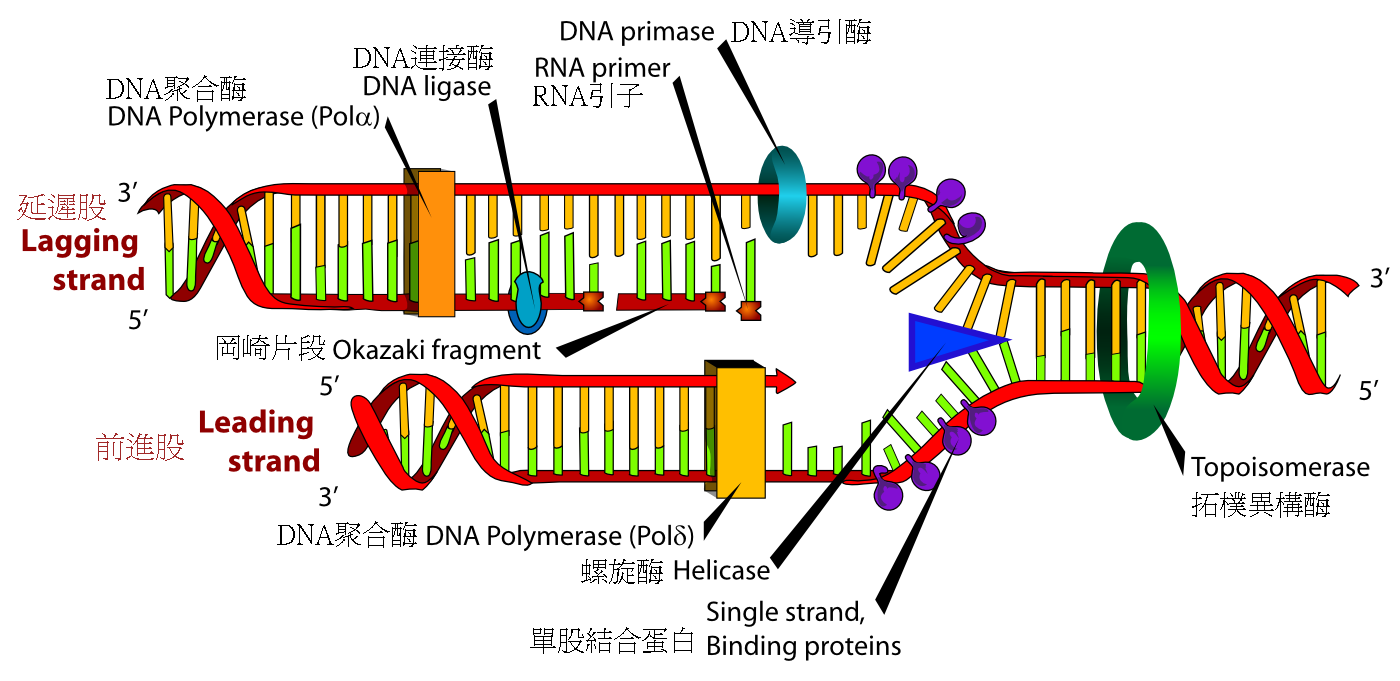
DNA複製。

岡崎片段（英語：Okazaki fragment）是DNA複製過程中，一段屬於不連續合成的延遲股，即相對來說長度較短的DNA片段。名稱源自1967年最早發現團隊的領導者－日本名古屋大學的岡崎令治與岡崎恒子夫妇的姓氏。其團隊在研究大腸桿菌中噬菌體DNA複製情形時發現此現象。
岡崎片段之所以存在是因為DNA聚合酶無法在樣板DNA的5'端往3'端的方向上合成DNA，因此只能反向合成在樣本DNA上產生了許多以3'到5'方向合成的岡崎片段（建立的片段與樣本DNA方向相反 故依舊是5'往3'），岡崎片段指的是由DNA聚合酶I將DNA上的RNA引子校正成DNA後的片段，而後岡崎片段再由DNA連接酶將其黏合。在前导链（領先股）上DNA的合成是连续的，在后滞链（延遲股）上则是不连续的。
細菌體內的岡崎片段長約1000到2000個核苷酸，真核生物則約150到200個核苷酸。
对冈崎片段的仔细研究表明，与前导链的头几个一样，每一片段5'端的头几个核苷酸均是核糖核苷酸，因此DNA合成是由RNA引导的。这些引物在片段连接之前被外切酶去掉，产生的间隙由DNA填补。用RNA引导DNA复制的原因很可能是出于保证DNA复制的高忠实性。

## 外部連結
- 醫學主題詞表（MeSH）：Okazaki+fragments
- McGraw Hill Higher Education article discussing DNA synthesis